# Чемпионат СССР по боксу 1960
26-й чемпионат СССР по боксу проходил 19—22 мая 1960 года в Ленинграде (РСФСР).

## Медалисты
| Весовая категория                   | Золото                                                 | Серебро                                                | Бронза                                                                                           |
| ----------------------------------- | ------------------------------------------------------ | ------------------------------------------------------ | ------------------------------------------------------------------------------------------------ |
| Наилегчайший вес (до 51 кг)         | Сергей Сивко «Трудовые резервы» (Москва)               | Владимир Ботвинник «Спартак» (Минск)                   | Виктор Быстров «Буревестник» (Московская область) Ю. Акмурзин Вооружённые силы (Москва)          |
| Легчайший вес (до 54 кг)            | Борис Степанов «Труд» (Москва)                         | Олег Григорьев «Трудовые резервы» (Москва)             | Эдуард Еркин «Спартак» (Казань) Вячеслав Чернов «Труд» (Москва)                                  |
| Полулегкий вес (до 57 кг)           | Борис Никоноров «Трудовые резервы» (Москва)            | Станислав Степашкин «Трудовые резервы» (Москва)        | Алексей Засухин «Динамо» (Минск) Григорий Васильев «Труд» (Оренбург)                             |
| Лёгкий вес (до 60 кг)               | Геннадий Какошкин Вооружённые силы (Ленинград)         | Виликтон Баранников «Буревестник» (Москва)             | Анатолий Дергаусов Вооружённые силы (Ленинград) Ян Асанов «Трудовые резервы» (Рига)              |
| Первый полусредний вес (до 63,5 кг) | Владимир Каримов «Трудовые резервы» (Алма-Ата)         | Алоиз Туминьш «Трудовые резервы» (Рига)                | Л. Ругис «Жальгирис» (Вильнюс) Леонид Шейнкман «Буревестник» (Москва)                            |
| Второй полусредний вес (до 67 кг)   | Юрий Радоняк Вооружённые силы (Московская область)     | В. Архипов Вооружённые силы (Баку)                     | Волда Трепша «Локомотив» (Даугавпилс) Геннадий Бояршинов «Трудовые резервы» (Московская область) |
| Первый средний вес (до 71 кг)       | Иван Соболев «Трудовые резервы» (Ленинград)            | Борис Лагутин «Труд» (Москва)                          | Карлос Джанерян «Ашхатанк» (Ереван) Алексей Киселёв Вооружённые силы (Московская область)        |
| Второй средний вес (до 75 кг)       | Валерий Попенченко «Динамо» (Ленинград)                | Дан Позняк Вооружённые силы (Вильнюс)                  | Геннадий Шатков «Буревестник» (Москва) Анатолий Коромыслов Вооружённые силы (Тбилиси)            |
| Полутяжёлый вес (до 81 кг)          | Аскольд Лясота «Трудовые резервы» (Московская область) | Александр Пичков Вооружённые силы (Московская область) | Николай Селецкий «Локомотив» (Ленинград) Ромуальдас Мураускас «Жальгирис» (Вильнюс)              |
| Тяжёлый вес (свыше 81 кг)           | Андрей Абрамов Вооружённые силы (Москва)               | Янис Ланцерс «Динамо» (Рига)                           | В. Гришин Вооружённые силы (Москва) Лев Мухин «Спартак» (Ростов-на-Дону)                         |